# Christmas EveL
Christmas EveL (pronunciado como «Christmas evil») es el primer álbum sencillo de Stray Kids. Fue lanzado a través de JYP Entertainment y distribuido por Dreamus el 29 de noviembre de 2021 e incluye los sencillos «Christmas EveL» y «Winter Falls». El álbum forma parte del proyecto Season Song del grupo.

## Antecedentes
A principios de 2021, Stray Kids publicó un vídeo titulado Step Out 2021, en el que se enumeraban los logros del grupo en 2020 y sus objetivos para 2021. Entre los objetivos se encuentra el proyecto Season Song, que incluía un nuevo álbum sencillo. Este lanzamiento fue el segundo de Stray Kids en 2021, junto a su segundo álbum de estudio Noeasy. A principios de noviembre, el grupo reveló que el 29 de noviembre regresaría con Christmas EveL.
Comercialmente, debutó en la cima de la lista de álbumes de Gaon, vendiendo 743,000 copias solo en 2021, certificado como doble platino por la Asociación de contenido musical de Corea (KMCA), y fue nominado a Álbum del año.

## Producción y composición
Christmas EveL dura 13 minutos y 50 segundos y consta de cuatro canciones. El álbum es de género de hip hop y pop, con una temática navideña. Todas las canciones están escritas y compuestas por el trío de producción 3Racha. El disco incluye la canción «Domino» del álbum anterior, pero en inglés. Bang Chan, Felix y el rapero coreano-estadounidense Junoflo reescribieron la canción. Además de 3Racha, el álbum ha sido producido por HotSauce, Nickko Young, Eattack y Versachoi.
El sencillo principal, «Christmas EveL», es una canción de funk-hip hop que representa la Navidad de forma inusual. Entre otras cosas, se centra en el lado negativo de la festividad, en lugar de la calidez y el amor. Elite Daily describió la canción como una «canción antinavideña». «24 to 25» es una balada dedicada a los fanáticos del grupo. El segundo sencillo, «Winter Falls», es una canción de balada pop que describe el estado de ánimo melancólico de un divorciado y el deseo de olvidar todo antes del nuevo año.

## Lanzamiento y promoción
El 11 de noviembre, Stray Kids lanzó un misterioso póster, titulado «Christmas EveL». El póster muestra una cara horrible y ligeramente sonriente en negro, y un fondo rojo como la sangre, mostrando dos papeles rotos, uno con las palabras en rojo «Christmas Eve», y el otro la letra «L» con tinta, así como una fecha de lanzamiento. Comercializado como un «sencillo especial festivo», ese mismo día se inició el preestreno y los pedidos anticipados de la versión limitada del CD, y la versión estándar comenzó el 15 de noviembre. El grupo anunció que no promocionaría las canciones en ningún programa de música, como regalo a sus fanes que les han enviado un cálido apoyo y cariño en 2021.
Las fotos teaser individuales y grupales se cargaron en dos conjuntos. El primero muestra a los miembros con atuendos con estampado de tartán en una sala de juegos, mientras la segunda los muestra atando un lazo en sus cuellos y vistiendo atuendos con temas navideños, rodeados de regalos envueltos y un árbol de Navidad en el fondo.  El listado oficial de canciones se publicó el 19 de noviembre, sirviendo " Christmas EveL " y " Winter Falls " como un sencillo principal doble en el disco.  Se lanzaron dos teasers del video musical de "Christmas EveL" el 20 y 27 de noviembre, mientras que "Winter Falls" fue lanzado el 22 y 28 de noviembre.  Un fragmento de video llamado "unveil: track" de "24 to 25" fue subido el 25 de noviembre,  así como un fragmento de la canción principal "Christmas EveL" a través de Instagram Reels el 27 de noviembre.  Se estrenó un video musical adjunto de "Christmas EveL" junto con el lanzamiento del álbum sencillo,  "Winter Falls" al día siguiente,  y "24 a 25" el 6 de diciembre.
Aunque no se promociona en shows musicales, "Winter Falls" se estrenó en el 2021 SBS Gayo Daejeon el 25 de diciembre, junto con "Thunderous", arreglada en versión navideña, y la versión de "Merry Christmas Ahead" de IU, interpretada por los miembros Changbin, Han, Felix, Seungmin e I.N, como parte del popurrí de villancicos con varios artistas.

## Recepción
Escribiendo para NME, Rhian Daly calificó a Christmas EveL con cuatro de cinco estrellas y dijo que aparte de la versión en inglés de "Domino" que proporciona un "final ardiente para el disco", hay una "atmósfera navideña que se extiende perfectamente a través del resto". de las canciones". Sin embargo, Daly no vio esto como algo negativo y comentó que "eso es típico de Stray Kids, siempre manteniéndonos alerta incluso cuando creemos que los tenemos vinculados". Christmas EveL fue nominado a Álbum del año. – Cuarto trimestre en los 11th Gaon Chart Music Awards.

## Recepción crítica
Escribiendo para NME, Rhian Daly lo calificó con cuatro de cinco estrellas y dijo que aparte de la versión en inglés de "Domino" que proporciona un "final ardiente para el disco", hay una "atmósfera navideña que se transmite perfectamente a través del resto". de las pistas". Sin embargo, Daly no vio esto como algo negativo y comentó que "eso es típico de Stray Kids, sin embargo, siempre manteniéndonos alerta incluso cuando creemos que los tenemos vinculados".  Fue nominado a Álbum del año - Cuarto trimestre en los 11th Gaon Chart Music Awards.

## Rendimiento comercial
En Corea del Sur, debutó en el número uno en la lista de álbumes de Gaon para la edición del 28 de noviembre al 4 de diciembre de 2021, vendiendo 654 658 copias hasta noviembre de 2021,  convirtiéndolo en el sexto número uno del grupo. álbum después de Clé 1: Miroh , Clé: Levanter , Go Live , In Life y Noeasy .  Su sencillo principal, "Christmas EveL", y "Winter Falls" ingresaron al Gaon Digital Chart simultáneamente en los números 114 y 151, respectivamente. Las cuatro pistas del álbum sencillo también debutaron simultáneamente en la lista de descargas de Gaon, donde los sencillos principales debutaron entre los 10  así como el número 9 en la lista Album Top 40 de Hungría. Recibió una certificación de doble platino de la Asociación de contenido musical de Corea (KMCA) el 10 de febrero de 2022.